# Schaabe

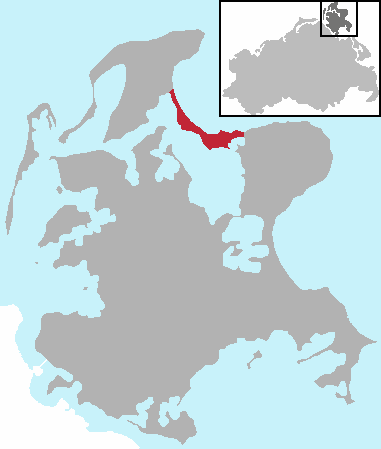
Lage der Schaabe

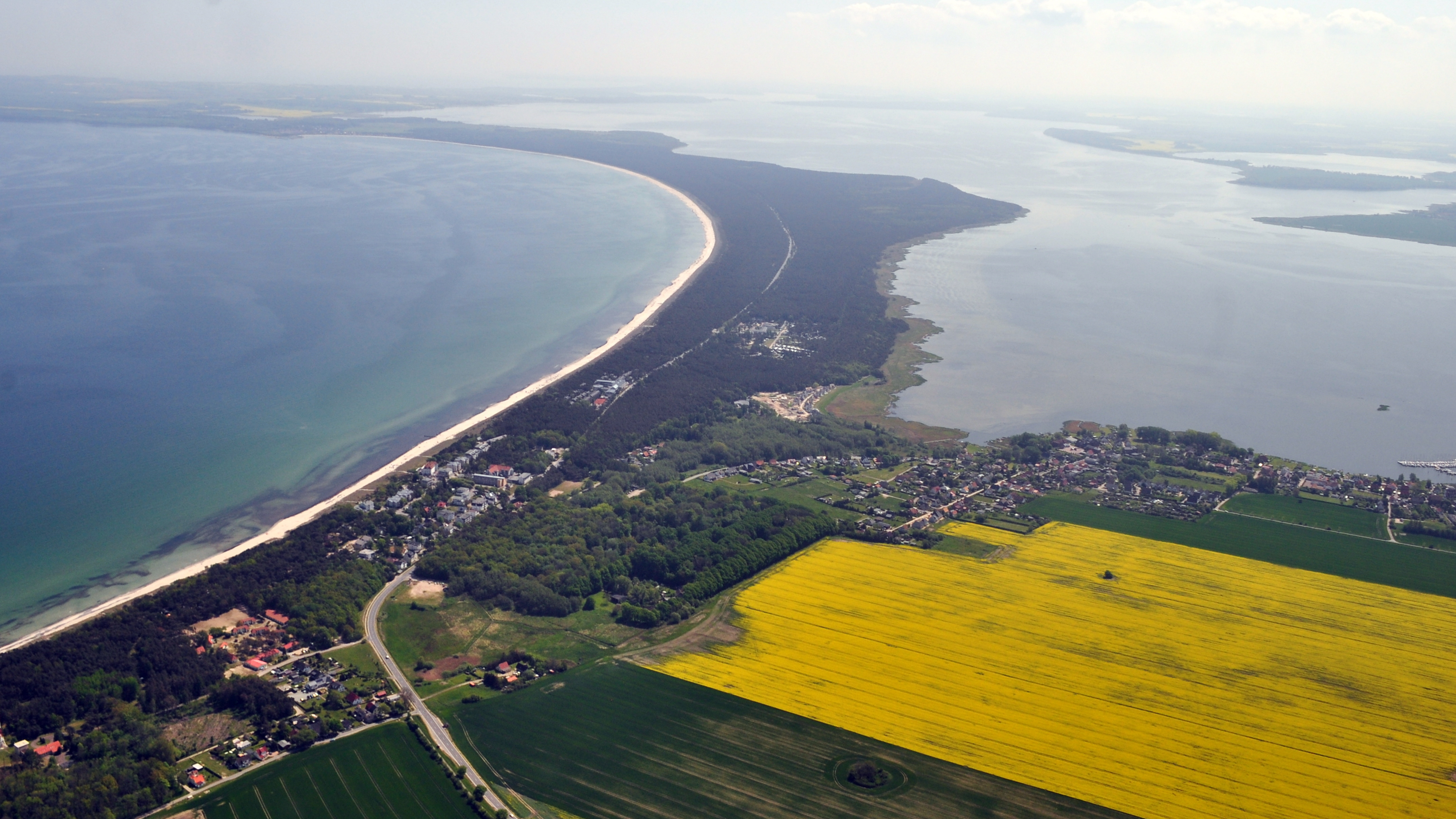
Die Schaabe (2011)

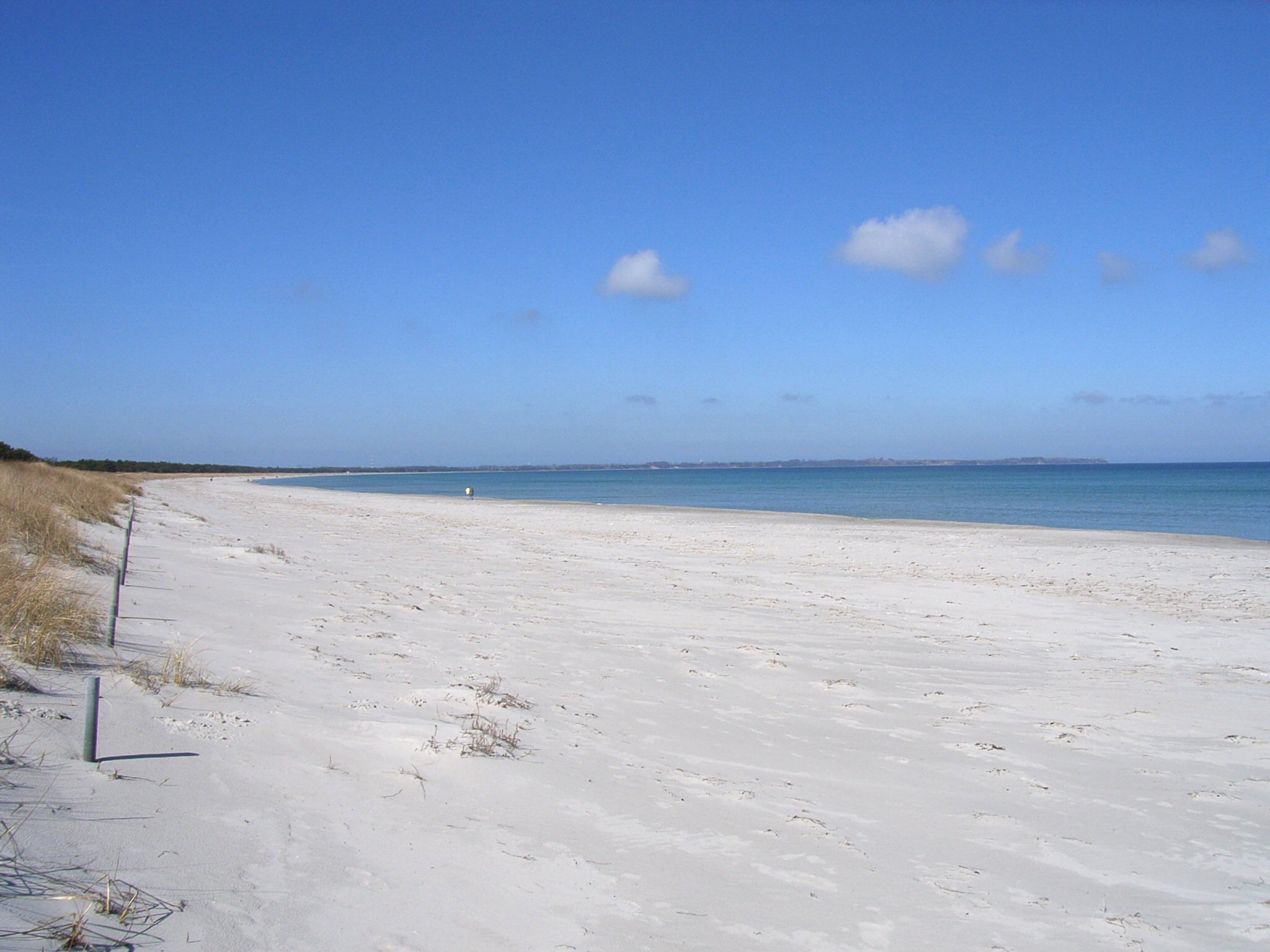
Sandstrand der Schaabe

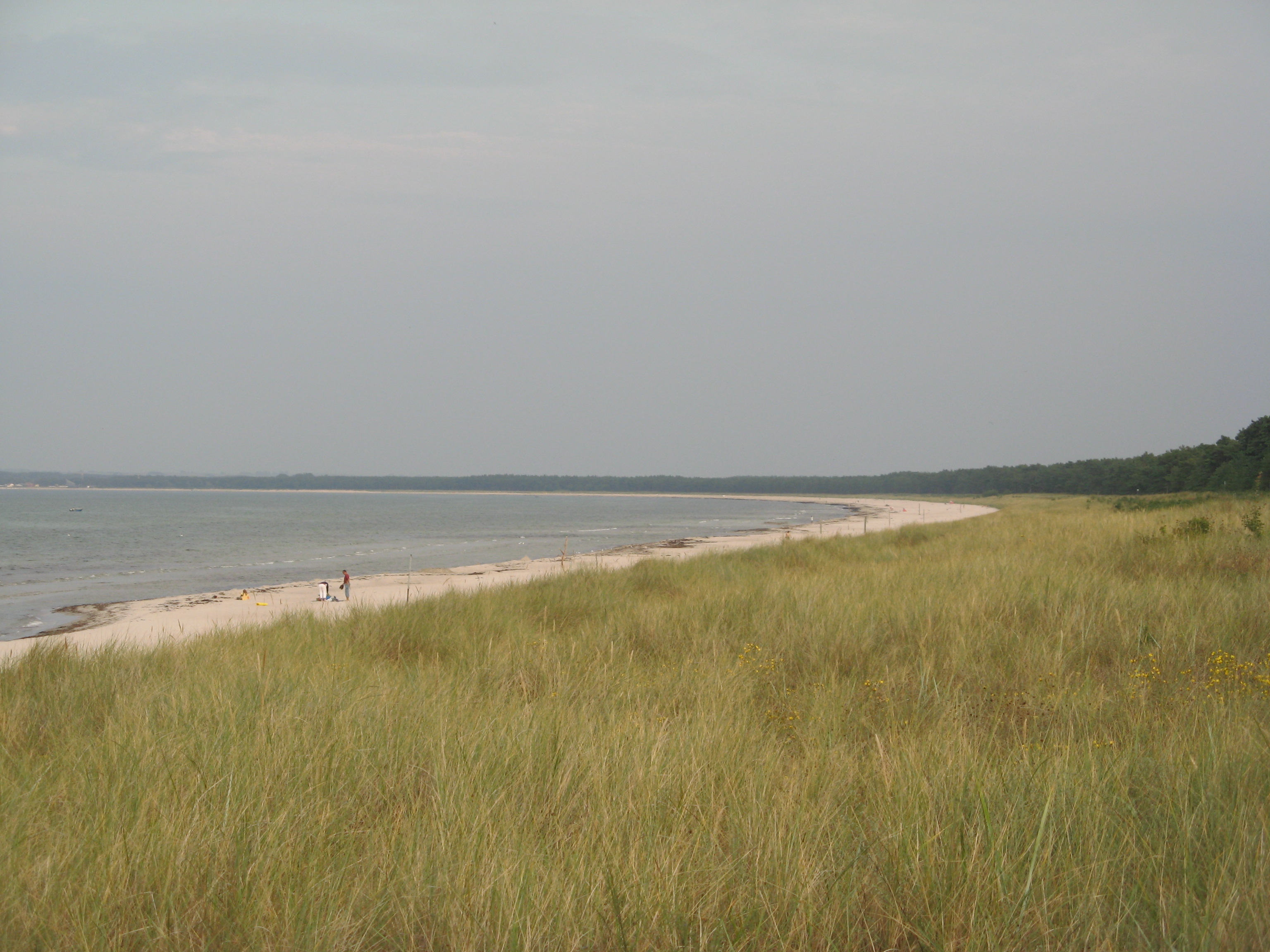
Sandstrand mit Düne

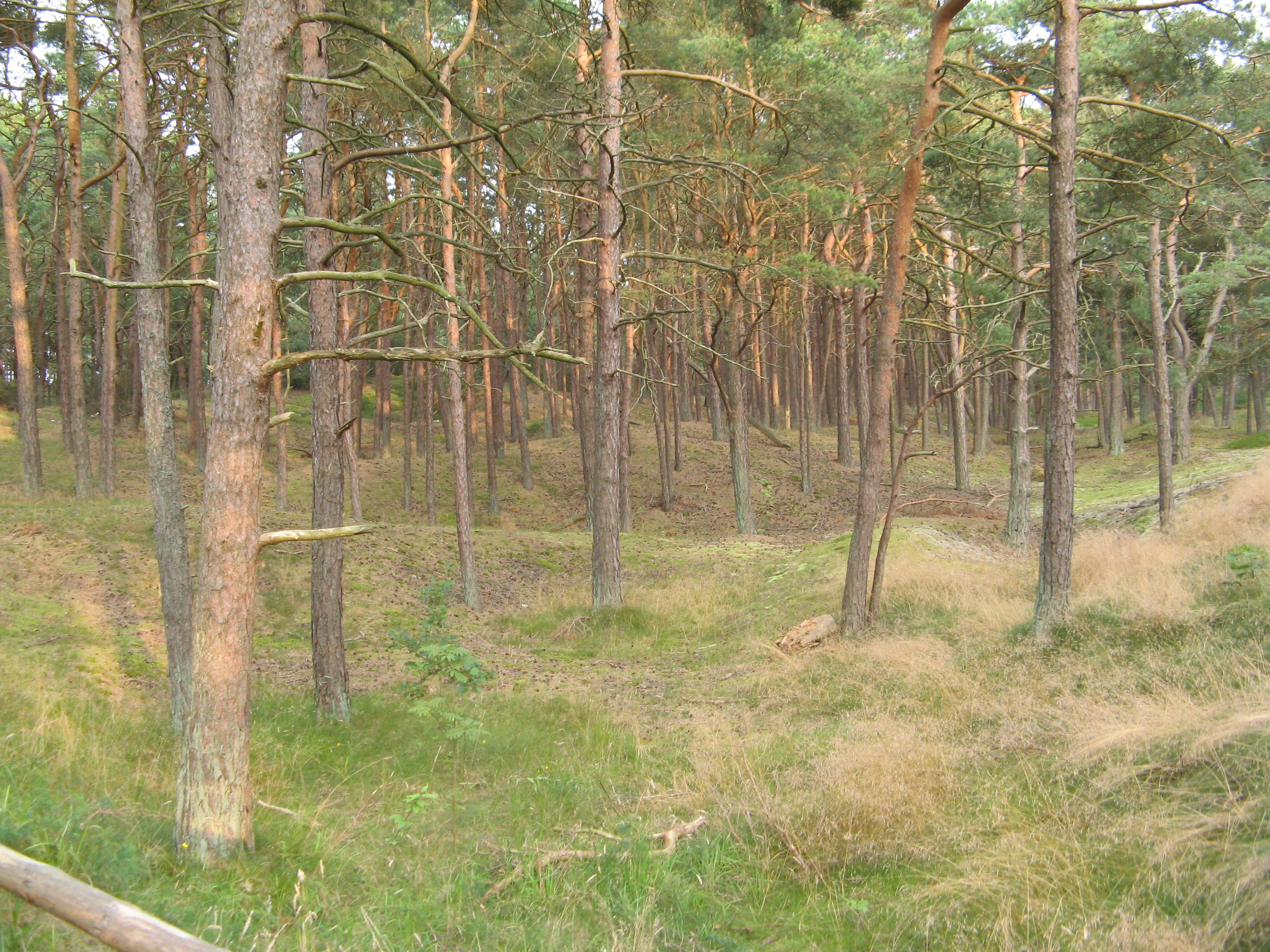
Küstenschutzwald hinter dem Strand

Die Schaabe ist eine fast zwölf Kilometer lange Nehrung der Ostseeinsel Rügen. Sie ist 600 bis 2000 Meter breit und verbindet die Halbinseln Jasmund und Wittow.
Vom Meer aufgespült und geformt, bildet sie sichelförmig die Begrenzung der Tromper Wiek und trennt auf der anderen Seite den Großen Jasmunder Bodden und den Breeger Bodden von der Ostsee. Der feine aufgespülte Sand bildet eine riesige natürliche Badebucht, die durch die Ortschaften Glowe und Juliusruh (einem Ortsteil der Gemeinde Breege) begrenzt wird.
Im Gegensatz zur zweiten großen Nehrung auf der Insel Rügen, der Schmalen Heide zwischen Jasmund und der Granitz, die durch den Bau des KdF-Bades Prora und eine jahrzehntelange militärische Nutzung mit der dazugehörigen Infrastruktur geprägt wurde, ist die Schaabe zwischen Glowe und Juliusruh bis auf eine Försterei und die einzige durchgehende Straße sowie den danebenliegenden asphaltierten Fahrradweg unbebaut.

## Entstehung
Die Schaabe begann sich vor ca. 4500 Jahren zu bilden, als Rügen noch ein Inselarchipel war. Nur die Inselkerne, insbesondere auch Wittow und Jasmund, ragten aus dem Meer heraus. Durch die Kraft der Meeresbrandung, verbunden mit einer anhaltenden Landhebung, wurden die Küsten dieser Inselkerne allmählich abgetragen und die Sedimente, durch die Meeresströmung verstärkt, zu Nehrungen aufgeschwemmt. Dieser Prozess hält bis heute an.
Durch archäologische Funde konnte nachgewiesen werden, dass der südliche Teil der Schaabe im Bereich des heutigen Glowe erst in der Zeit der frühen slawischen Besiedlung, also im 7. oder 8. Jahrhundert, verlandete. Dies bedeutet auch, dass die Seefahrer aus der damals bedeutenden slawischen Siedlung in der Nähe des heutigen Ralswiek – am Übergang zwischen dem Großen und dem Kleinen Jasmunder Bodden – einen erheblich kürzeren Zugang zur offenen See hatten.
Bis 1892, beim Bau der Straße nach Altenkirchen, gab es bei Glowe diesen Verbindungszufluss von der Ostsee zum Bodden. Der ständig versandende Zufluss wurde mit dem Straßenbau geschlossen.
Ähnlich den Feuersteinfeldern im Nordteil der Schmalen Heide, aber in viel geringerem Maße, zeigen sich auch im Nordteil der Schaabe an vielen Stellen hinter der Hauptdüne Wälle aus Feuersteinen, die in früheren Zeiten, als der Meeresspiegel noch höher lag, von der Brandung hier aufgeworfen wurden. Dies beweist, dass die Auswaschung von Feuersteinen aus den Kreidekliffs von Wittow und Jasmund zugunsten des heute feinsandigen Strandes im Laufe der Jahrhunderte nachgelassen hat.
Im 17. und 18. Jahrhundert wurde die Schaabe bei Juliusruh durch ein Schanzwerk abgeriegelt, um zu verhindern, dass der Norden Rügens erobert werden konnte. Der Rest ist noch heute am Ortseingang des Ortes als Bodendenkmal zu sehen.

## Heute
Hinter dem breiten weißen Strand schützt eine zehn Kilometer lange und bis zu sieben Meter hohe Küstenschutzdüne das Hinterland vor Sturmhochwassern. Durch eine aufwändige Bepflanzung mit Strandhafer (Ammophila arenaria) wird eine Stabilisierung der Düne erreicht, die der Abtragung durch Wind und Meeresbrandung entgegenwirkt und das Höhenwachstum fördert. Hinter der Hauptdüne folgt eine kleinbuckelige Dünenlandschaft (ein bis fünf Meter über NN), die in den Jahren 1866, 1881, 1901, 1952 und zuletzt 1957 mit Kiefern (Schwarzkiefern), Birken, Traubeneichen und Stieleichen bepflanzt wurde. Dieser Küstenschutzwald hat eine Fläche von 168 ha und reicht bis zum südwestlich gelegenen Boddenufer. Vor dieser Aufforstung wurde die Schaabe jahrhundertelang auch „Schmale Wittower Heide“ genannt.
Durch die unterschiedliche Feuchtigkeit des Bodens auf Wiek- und Boddenseite der Schaabe findet sich unterschiedliche Vegetation auf beiden Seiten.